# Dagobert Biermann
Dagobert Biermann (Hamburgo, 13 de noviembre de 1904 —Auschwitz, 22 de febrero de 1943) fue un militante comunista y miembro de la Resistencia alemana contra el nazismo. Fue también padre del cantautor y disidente germanoriental Wolf Biermann.

## Biografía
Dagobert Biermann nació en Hamburgo en el seno de la familia de John y Louise Biermann, nacida Löwenthal. Biermann era judío y él y su esposa, Emma, eran miembros del Partido Comunista de Alemania (KPD).
Tras la llegada al poder de Adolf Hitler Biermann publicó el Hamburger Volkszeitung ("Periódico del pueblo de Hamburgo"). y él y su grupo fueron condenados a trabajos forzosos en Zuchthaus-Lübeck, donde conoció al abogado Herbert Michaelis. Biermann fue liberado en mayo de 1935 y encontró un empleo como obrero metalúrgico en Howaldtswerke-Deutsche Werft y prosiguió con su activismo en el KPD.
En 1937, el grupo de la resistencia descubrió un armamento naviero secreto que Adolf Hitler pretendía mandar a Francisco Franco gracias al cuñado de Biermann, Karl Dietrich, un capitán naviero. 
Por aquel entonces, octavillas y graffiti en favor de los republicanos de la Guerra civil española comenzaban a llegar al puerto y un espía de la Gestapo infiltró toda esta información y Biermann y otros miembros de la resistencia fueron arrestados y Bierman fue acusado de sabotear barcos nazis. Michaelis fue sentenciado a muerte por el Volksgerichtshof en 1939, antes incluso del comienzo de la Segunda Guerra Mundial. En 1942, los nazis decidieron enviar a los campos de concentración a sus prisioneros judíos, y políticos, y Biermann y sus compañeros fueron deportados a Auschwitz, donde lo ejecutaron el 2 de agosto de 1943.